# Dominic Purcell
Dominic Haakon Myrtvedt Purcell (Merseyside, Inglaterra, 17 de febrero de 1970) es un actor británico. Es conocido por su personaje homónimo en la serie estadounidense John Doe, por interpretar a Mick Rory/Ola de Calor en las series The Flash y DC's Legends of Tomorrow y por el personaje que lo ha llevado a la fama, Lincoln Burrows, en la serie Prison Break.

## Biografía
Dominic o Domenic, como es conocido, es de ascendencia noruega, irlandesa. Es el mayor de cinco hermanos: Damian, Jaime, Patrick y Marie-Therese Purcell. Cuando Dominic tenía cuatro años de edad, él y su familia se mudaron a los suburbios del oeste de Sídney, Australia.
Purcell estudió en el Instituto de secundaria Blaxland High School en Sídney, pero dejó el instituto para formar una empresa de horticultura de paisaje, se aplicó en las cuestiones del paisajismo y su hobbie era el surf, pero después de ver la película Platoon se interesó en el negocio de la actuación. Estudió en The Australian Theatre for Young People (‘teatro australiano para jóvenes’) y luego en un grado más profesional en The Western Australian Academy of Performing Arts (Academia de Artes Escénicas de Australia Occidental), allí conoció a su mujer y estudió junto con Hugh Jackman.
En 1996, después de varios años de formación académica, Purcell se graduó en la Academia de Artes de Australia. Ejerció su carrera pocos años en Australia, pues en el año 2000 Dominic ganó una tarjeta de residencia permanente en Estados Unidos y desde entonces reside en Laguna Beach (California).
Dominic tiene cuatro hijos: Joseph, Audrey y los gemelos Lily-Rose y Augustus. El 21 de octubre de 2007, Purcell se separó por común acuerdo de su mujer, Rebecca Williamson.
Tiempo después estuvo en pareja con la actriz Brooke Burns a quien conoció en la serie North Shore.
Desde 2011 está en pareja con la joven actriz AnnaLynne McCord a quien conoció en el set de la película Officer Down, pese a haber hecho oficial su separación en 2014 y que el actor mantuvo una relación breve con Kim Breeding. Purcell y McCord compartieron fotos en sus redes sociales a mediados de 2015 indicando una reconciliación. Finalmente McCord confirmó su reconciliación con la revista People en enero de 2016. 
En diciembre de 2015 el actor compartió con sus seguidores de Instagram que padecía de cáncer de piel en la célula basal al igual que su viejo amigo Hugh Jackman.
En junio de 2016 sufrió un grave accidente en el set de la miniserie de Prison Break (continuación de la original), en Marruecos, una barra de hierro cayó en su cabeza causándole heridas en la cabeza y nariz que requirió cirugía plástica por su ruptura. Pese a la gravedad del impacto y heridas el actor se encontraba bien y compartió imágenes del accidente en su Instagram (al igual que su novia, quien se encontraba con el cuando ocurrió el accidente) con humor aseguró a sus fanes y seguidores que tendría una completa recuperación y continuaría el rodaje.

## Carrera como actor
En 1997 Purcell protagonizó la miniserie australiana RAW FM. En 1998 participó en la película de televisión Moby Dick y en el 2000 saltó a la pantalla grande en Misión imposible 2. 
En 2002 protagonizó la serie estadounidense de la cadena FOX John Doe, con este papel ganó fama, sin embargo, después de actuar en diversas series y películas, en 2004 ganó mayor relevancia en el séptimo arte cuando coprotagonizó la película de terror Blade: Trinity.
En 2003 apareció en la serie estadounidense La ley y el orden UVE como Nate Tharrel.
En 2005 Dominic audicionó para un importante proyecto de la FOX, una serie dramática que llamó la atención de grandes íconos de Hollywood, Prison Break, a tan sólo 3 días del comienzo de la producción de la serie, Purcell fue elegido para interpretar a Lincoln Burrows, el personaje coprotagonista, la serie ha ganado éxito internacional y Purcell ha conseguido con ello saltar definitivamente a la fama.
Actualmente es parte de la exitosa serie de CW Legends of Tomorrow y ha confirmado su regreso a la quinta temporada de Prison Break.

## Filmografía

### Televisión
| Año       | Título                     | Personaje             | Capítulo(s)/ Comentarios              |
| --------- | -------------------------- | --------------------- | ------------------------------------- |
| 2019      | Batwoman                   | Mick Rory             | "Crisis on Infinite Earths, Hour Two" |
| 2017      | Arrow                      | Mick Rory / Heat Wave | "Crisis on Earth X, Part 2"           |
| 2017      | Supergirl                  | Mick Rory / Heat Wave | "Crisis on Earth X, Part 1"           |
| 2017      | Prison Break: Resurrección | Lincoln Burrows       | 9 episodios                           |
| 2016-2021 | Legends of Tomorrow        | Mick Rory / Heat Wave | 95 episodios                          |
| 2014-2016 | The Flash                  | Mick Rory / Heat wave | 5 episodios                           |
| 2012      | Castle                     | Russell Ganz          | 3x22 - Amar y morir en L.A            |
| 2005-2009 | Prison Break               | Lincoln Burrows       | 81 episodios                          |
| 2004-2005 | North Shore                | Tommy Ravetto         | 5 episodios                           |
| 2004      | House                      | Ed Snow               | "Fidelity"                            |
| 2002-2003 | John Doe                   | John Doe              | Todos los capítulos                   |
| 2001      | Invincible                 | Keith Grady           | Película de televisión                |
| 2001      | BeastMaster                | Kelb                  | 5 episodios                           |
| 2001      | The Lost World             | Condillac             | "The Travelers"                       |
| 1999      | Heartbreak High            | Todd Gillespie        | Episodios 7.39 y 7.40                 |
| 1999      | First Daughter             | Troy Nelson           | Película de televisión                |
| 1999      | Silent Predators           | Truck Driver          | Película de televisión                |
| 1998      | Water Rats                 | Alex                  | "Double Play" "A Little Knowledge"    |
| 1998      | Moby Dick                  | Bulkington            | Película de televisión                |
| 1997      | Raw FM                     | Granger Hutton        | Todos los capítulos                   |

### Cine
| Año  | Título                                   | Personaje        | Comentarios                    |
| ---- | ---------------------------------------- | ---------------- | ------------------------------ |
| 2023 | Assassin                                 | Adrian           |                                |
| 2021 | Cielo rojo sangre                        | Berg             |                                |
| 2015 | Isolation                                | Max              |                                |
| 2015 | Abandonados                              | Jim              |                                |
| 2014 | En el nombre del rey 3: la última misión | Hazen Kaine      |                                |
| 2014 | The Ganzfeld Haunting                    | Detective Malone |                                |
| 2014 | The Bag Man (El encargo)                 | Larson           |                                |
| 2014 | A Fighting Man                           | Sailor O'Connor  |                                |
| 2013 | Assault on Wall Street                   | Jim Baxford      |                                |
| 2013 | Objetivo: El presidente                  | Baron            |                                |
| 2013 | Breakout                                 |                  |                                |
| 2013 | Vikingdom                                | Eirick           |                                |
| 2013 | Ice Soldiers                             | Malraux          |                                |
| 2012 | Hijacked                                 | Otto Southwell   |                                |
| 2012 | Bad Karma                                | Mack             |                                |
| 2011 | Perros de paja                           | Niles            |                                |
| 2011 | Elite killers                            | Davies           |                                |
| 2009 | La masacre de Town Creek                 | Victor Marshall  |                                |
| 2007 | Cocodrilo, un asesino en serie           | Tim Manfrey      |                                |
| 2006 | The Gravedancers                         | Harris McKay     |                                |
| 2004 | Blade: Trinity                           | Drake            |                                |
| 2004 | 3 Caminos                                | Lewis Brookbank  | También fue productor asociado |
| 2003 | Visitors                                 | Luke             |                                |
| 2002 | Equilibrium                              | Seamus           |                                |
| 2001 | Scenes of the Crime                      | Mark             |                                |
| 2000 | Misión imposible 2                       | Ulrich           |                                |